# Aartsbisdom Aracaju
Het aartsbisdom Aracaju (Latijn: Archidioecesis Aracaiuensis; Portugees: Arquidiocese de Aracaju) is een in Brazilië gelegen rooms-katholiek aartsbisdom met zetel in de stad Aracaju in de staat Sergipe. De aartsbisschop van Aracaju is metropoliet van de kerkprovincie Aracaju waartoe ook de volgende suffragane bisdommen behoren:
- Bisdom Estância
- Bisdom Propriá

## Geschiedenis
Het bisdom Aracaju werd opgericht door paus Pius X op 3 januari 1910 uit voormalige gebiedsdelen van het aartsbisdom São Salvador da Bahia. Met de oprichting van de bisdommen Estância en Propriá door paus Johannes XXIII werd het bisdom op 30 april 1960 verheven tot aartsbisdom.

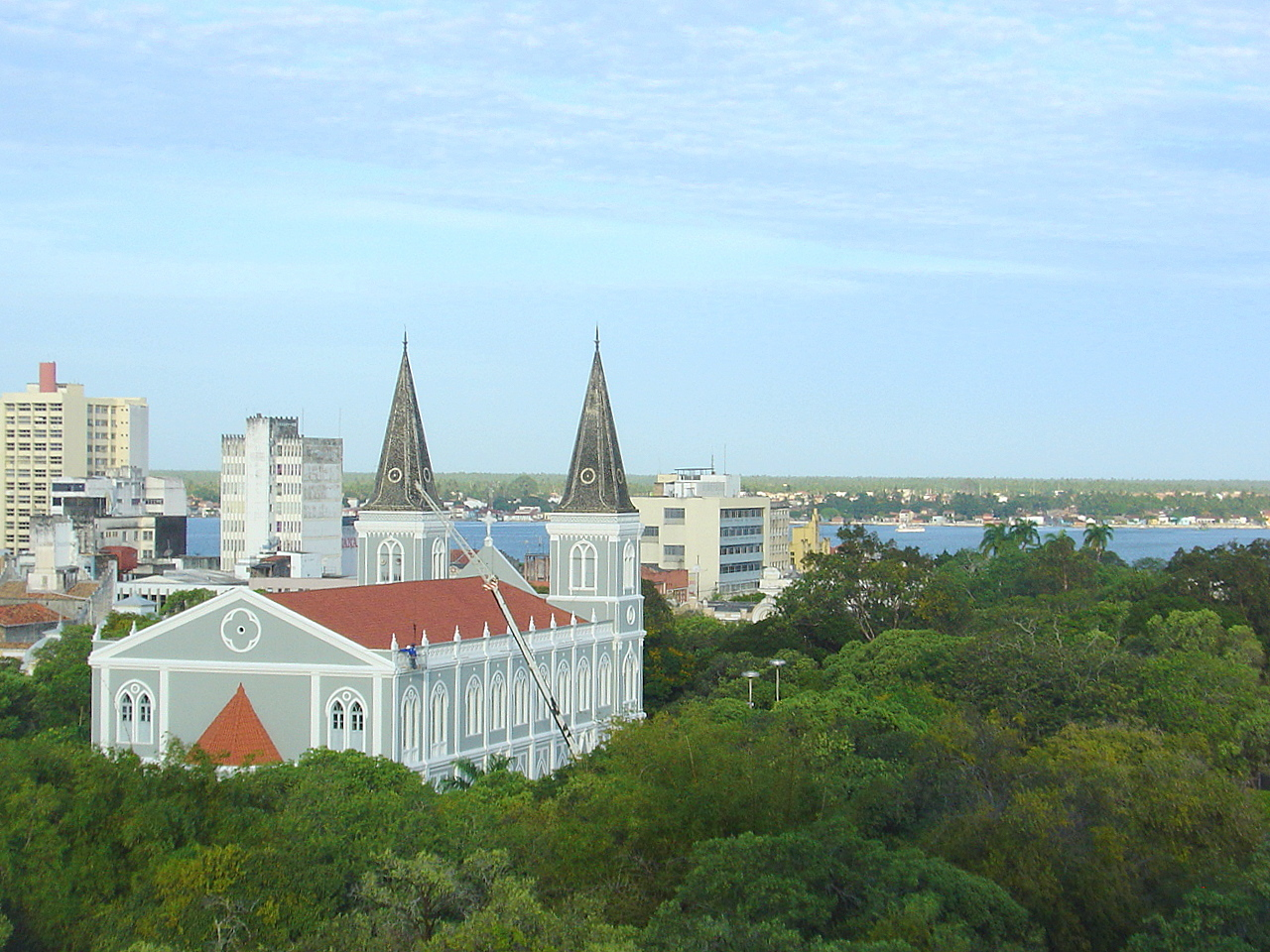
Kathedraal van Aracaju

## Aartsbisschoppen van Aparecida
- 1911–1948: José Tomas Gomes da Silva
- 1949–1957: Fernando Gomes dos Santos (vervolgens aartsbisschop van Goiânia)
- 1957–1970: José Vicente Távora
- 1971–1998: Luciano José Cabral Duarte
- 1998–2017: José Palmeira Lessa (coadjutor sinds 1996)
- 2017–heden: João José da Costa (coadjutor sinds 2014)